# Naia Alzola Amezua
Naia Alzola Amezua (10 de juny de 1976) es una esportista espanyola que va competir en triatló. Va guanyar una medalla de bronze al Campionat Mundial de Triatló d'Hivern de 2003, i una medalla de plata en el Campionat Europeu de Triatló d'Hivern de 2003.

## Palmarés internacional
| Campionat Mundial | Campionat Mundial      | Campionat Mundial | Campionat Mundial |
| Any               | Lloc                   | Medalla           | Prova             |
| ----------------- | ---------------------- | ----------------- | ----------------- |
| 2003              | Oberstaufen (Alemanya) | 3                 | Relleus           |
| Campionat Europeu |                        |                   |                   |
| Any               | Lloc                   | Medalla           | Prova             |
| 2003              | Donovaly (Eslovàquia)  | 2                 | Relleus           |